# Rai - Radiotelevisione Italiana
La Radiotelevisione Italiana (antigament coneguda com a Radio Audizioni Italia) o Rai és l'empresa de televisió i ràdio pública i estatal d'Itàlia, propietat del Ministeri d'Economia i Finances. Opera molts canals de televisió terrestre i televisió per subscripció i estacions de ràdio. És una de les emissores més grans d'Europa i la més gran d'Itàlia que competeix amb Mediaset i altres ràdios i altres xarxes de televisió menors. La RAI té una quota d'audiència televisiva relativament alta del 35,9%. Els principals canals televisius terrestres que transmet la RAI són: Rai 1, Rai 2 i Rai 3.
Les emissions de la RAI també es reben als països del voltant, com ara Albània, Bòsnia, Croàcia, França, Malta, Mònaco, Montenegro, San Marino, Eslovènia, Suïssa, Sèrbia, Tunísia i la Ciutat del Vaticà, i en altres llocs de la televisió de pagament i alguns canals TLC d'Europa, inclòs el Regne Unit al satèl·lit Hotbird. La meitat dels ingressos de la RAI provenen de les tarifes de la llicència de recepció d'emissions; la resta de la venda de temps publicitari. El 1950 la RAI es va convertir en un dels 23 membres fundadors de la Unió Europea de Radiodifusió.

## Història
Rai és un acrònim de RAdiotelevisione Italiana (Radiotelevisió Italiana). Va néixer com una empresa privada el 1924 (Unione Radiofonica Italiana o URI), que era part del grup Marconi Wireless Telegraph Company. El 1928 va passar a ser Entitat Italiana d'Audicions Radiofòniques o EIAR i el 1944 va ser redenominada Radio Audizioni Italiana o RAI, que encara era una empresa privada i posseïa dues cadenes: Rete Rossa (Cadena Vermella), musical, i Rete Azzurra (Cadena Blava), que emetia programes de varietats. Fins al 3 de gener de 1954 s'ocupava exclusivament de transmissions radiofòniques, quan, després de diversos experiments a la província de Torí, la RAI TV va començar a transmetre senyals televisius a escala nacional.

## Organigrama
El consell d'administració de la RAI està compost de nou membres: set consellers són elegits per la comissió parlamentària de vigilància de la RAI i dos consellers (entre els quals hi ha el president del consell d'administració) són designats pel Ministeri del Tresor, principal accionista de la RAI.
Com a televisió estatal, la RAI té obligacions legals consistents en produir transmissions de servei i d'utilitat pública en un percentatge de l'horari preferencial.
L'actual president de la RAI és Claudio Petruccioli, qui ocupa el càrrec des del 31 de juliol de 2005. El seu actual director general és Claudio Cappon, qui ocupa el càrrec des del 22 de juny de 2006.

## Televisió

### Televisió en obert
Els principals canals televisius terrestres que transmet la RAI són:
- Rai 1: va néixer el 3 de gener de 1954 amb el nom de Programma Nazionale, el 1975 va passar a anomenar-se Rete 1 des de 1982 té el seu actual nom. És un canal generalista, que competeix directament amb Canale 5 de Mediaset. El seu director és Fabrizio Del Noce des de l'any 2002. La seva quota de pantalla és del 22,4% (en horari de màxima audiència de maig de 2006).
- Rai 2: va néixer el 4 novembre 1961 amb el nom de Secondo Programme, el 1975 va passar a anomenar-se Rete 2 i el 1982 va canviar-lo per l'actual. Emet sèries americanes, sèries animades i programes esportius. El seu director és Antonio Marano des de 2006. La seva quota de pantalla és de l'11,23% (maig de 2006).
- Rai 3: va néixer el 15 de desembre de 1979 amb el nom de Rete 3 i el 1982 va passar a anomenar-se com fins ara. Es dedica principalment als programes informatius i documentals. El seu director és Paolo Ruffini des de 2002. La seva quota de pantalla és de l'11,16% (maig de 2006).
- Rai 4: va començar les seves emissions el 14 de juliol de 2008. Ofereix una programació de caràcter juvenil especialitzada en sèries i pel·lícules i emet només a través de la televisió digital terrestre.

- Rai 5: iniciat el 26 de novembre de 2010. Emet programes culturals.
- Rai Premium: iniciat el 31 de juliol de 2003. Emet programes antics de la RAI i de l'estranger que van ser èxits en el seu temps com Dallas, Il Maresciallo Rocca i Ancora Una Volta.
- Rai Movie: iniciat el 2003, durant la reestructuració de la RAI Sat. Emet cinema i programes relacionats (entrevistes, documentals, darrere de càmeres). A partir de l'1 de novembre de 2006, va ser rellançat amb el nom de Rai Sat Cinema, donant més importància al cinema italià, incloent producció original. Des del 2002 s'hi emet de forma exclusiva el Festival Internacional de Cinema de Venècia.
- Rai Gulp, per a nens d'entre 8 i 14 anys.
- Rai Yoyo, per a petits de 0 a 6 anys.

- Rai News 24: iniciat el 26 d'abril de 1999. Emet programes d'informació i notícies a l'estil de la CNN. A més, part del seu contingut és emès per RAI Tre durant la matinada. Emès via televisió satel·lital i digital terrestre.
- Rai Sport: depèn de l'àrea esportiva del canal. Emet programes i esdeveniments esportius. Emès via televisió satel·lital i digital terrestre.
- Rai Scuola, dedicat a l'anglès, la ciència, la història, la filosofia, la literatura i l'art.
- Rai Storia, dedicat únicament a la història.

## Emissores de ràdio
- Rai Radio 1: va néixer el 6 d'octubre de 1924. Originalment era generalista, encara que ara es dedica més a la informació.
- Rai Radio 2: no se sap amb exactitud la data d'origen de l'emissora, però s'estima que va ser entre finals de 1933 i inicis de 1934.
- Rai Radio 3: es dedica a la música clàssica i l'art.
- Rai Radio Tutta Italiana: dedicat a la música lleugera. Emès només via cable, internet ia través del satèl·lit a Europa.
- Rai Radio 3 Classica: dedicat a la música clàssica, com Radio Clásica a Espanya. Emès només via cable, internet i a través del satèl·lit a Europa.
- Rai Gr Parlamento: dedicat a informar sobre les resolucions del parlament.
- Rai Isoradio: es dedica al servei a la comunitat.
- Rai Radio Trst A: emet només a Trieste i Istria. Es dedica a la comunitat eslovena.

Plataforma de distribució directa

## Plataforma de distribució directa
RaiPlay és la Plataforma de distribució directa (OTT). Cobreix els espectadors de diversos dispositius com ara ordinadors, tauletes i telèfons intel·ligents. El web del servei conté totes les emissores de ràdio i el canal de televisió de Rai.